# Shiny Toy Guns
Shiny Toy Guns powstało w roku 2002 założone przez basistę i keybordzistę Jeremy Dawsona oraz przez Chad’a Petree – wokalistę i gitarzystę. Muzycy po projektach Cloud2Ground i Slyder tworzyli garażowo muzykę do której zwerbowali jeszcze Carah Faye Charnow (wokal) i perkusistę Mikey Martin. Tak narodził się zespół Shiny Toy Guns. Zespół swoją popularność zawdzięcza głównie serwisowi myspace, oraz reklamówce firmy Motorola gdzie wykorzystano fragment utworu „Le Disko”. Zespół tworzy muzykę którą można uznać za swoistą mieszankę indie, popu i electro. 2005 rok dla zespołu to pierwsza, niezależnie wydana wersja albumu „We Are Pilots”, z którą to muzycy odbyli klubową trasę po Ameryce. W tym samym roku światło dzienne ujrzała druga wersja płyty, która pociągnęła za sobą kontrakt z wytwórnią Universal. W rok później nastąpił oficjalny, światowy debiut z trzecią wersją „We Are The Pilots” (premiera europejska odbyła się dopiero w roku 2007).

## Skład zespołu
- Jeremy Dawson – syntezatory, gitara basowa
- Chad Petree – wokal, gitara
- Carah Faye – wokal
- Mikey Martin – instrumenty perkusyjne

## Dyskografia
- 2005 – „We are Pilots (V1)”
- 2005 – „We are Pilots (V2)”
- 2006 – „We are Pilots (V3)”
- 2008 – „Season of Poison”
- 2012 – „III”